# Pedagogie Het Varken

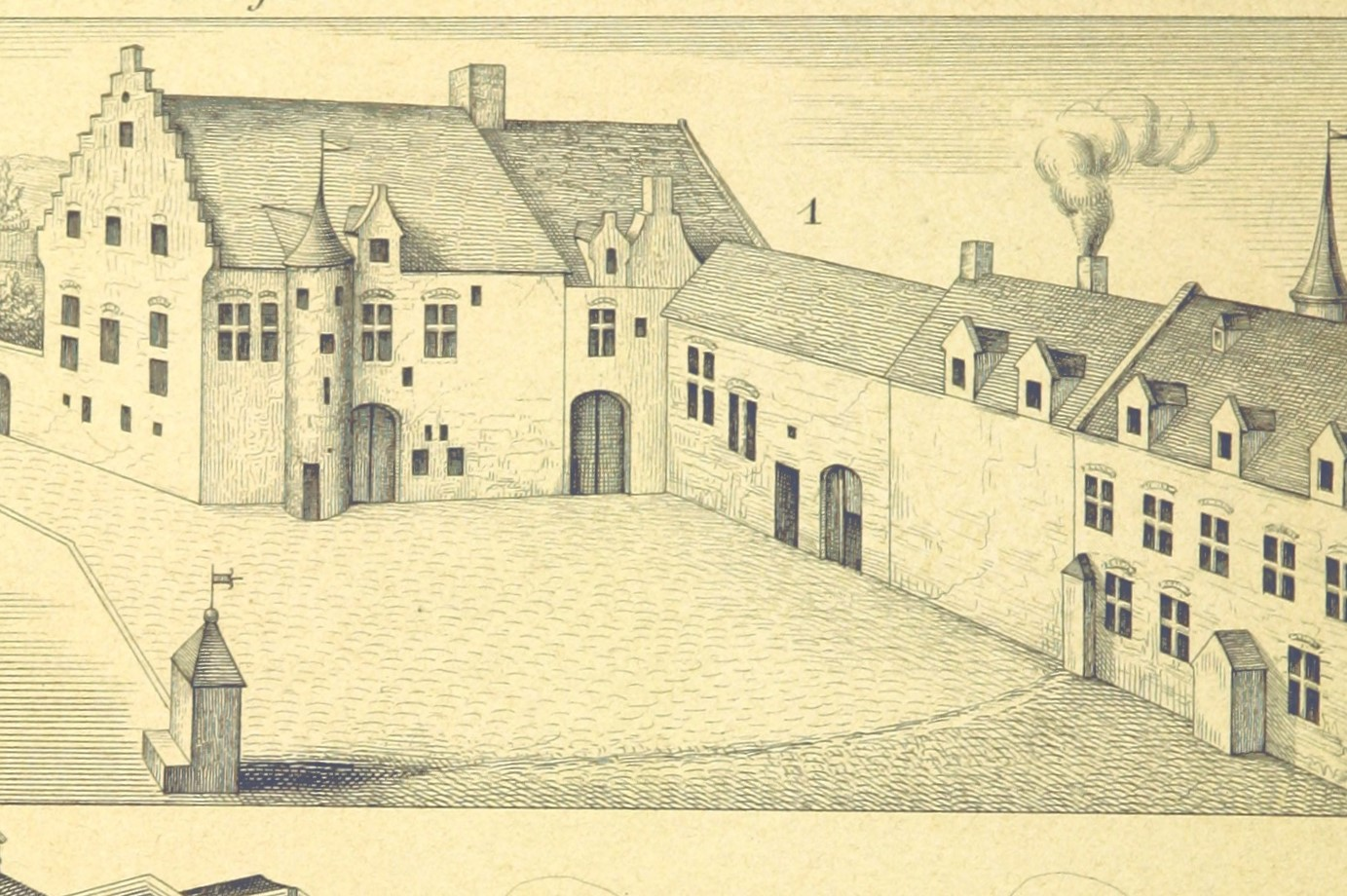
Binnentuin van de pedagogie Het Varken, aan de 's Meiersstraat in Leuven

De Pedagogie Het Varken (Latijn: Paedagogium Porci) was van 1428 tot 1797 een pedagogie van de Universiteit van Leuven. De Leuvense universiteit was, zoals gebruikelijk in de middeleeuwen en nu nog in onder meer Cambridge en Oxford, een groepering van vele colleges, pedagogieën en stichtingen, verenigd als delen van de universiteit maar met eigen autonomie. Studenten leefden en studeerden in hetzelfde gebouw. Bij een college was het voornamelijk een woonfunctie, bij een pedagogie primeerde het onderwijs.
Het Varken was een van de vier Leuvense pedagogieën van de Artes faculteit waar studenten hun basisopleiding kregen. Het was gebruikelijk dat jonge gegoede studenten er een type onderwijs genoten, wat we vandaag middelbaar onderwijs noemen. Na deze eerste opleiding kon een student verder studeren aan de hogere faculteiten, zoals kerkelijk recht en theologie.

## Oorsprong
De pedagogie Het Varken werd opgericht in 1428 door Hendrik van Loen, een professor in de Artes en baccalaureus in de theologie. De pedagogie werd ingericht in het gebouw waar sinds 1418 een school was ingericht, in het Portseelstraatje. Het gebouw gaf uit op een herberg "in 't Wild Verken" waarnaar de pedagogie vernoemd werd. Deze herberg lag aan de huidige hoek Krakenstraat-Naamsestraat. Hendrik van Loen trok later weg naar het Kartuizerklooster van Edingen.

## Leuze
De pedagogie had een wapen met heraldische sabel achtergrond met een varken, springend op een veld. Het devies van de pedagogie was Porcus alit doctos.

## Alumni
Bekende alumni van de pedagogie Het Varken waren Adriaan Floriszoon Boeyens (de latere Paus Adrianus VI), Leonardus Lessius, Cornelis De Bie, Adrianus Barlandus, Jan Gerard Kerkherdere, Simon Verepaeus, Frans Titelmans en Antonius van Gils. Tot de professoren behoorden onder meer Cornelis Brouwer en Johannes Malderus.

## Verhuis en fusie
In de 16e eeuw werd de pedagogie verkocht aan Jan Standonck, een hoogleraar theologie van de universiteit van Parijs. Het Varken verhuisde naar de tuin van het Standonckcollege, huidige Hogeschoolplein. Standonck breidde Het Varken uit zodat de nieuwe voorgevel van Het Varken in 1517 aan de 's Meiersstraat kwam. Hiertoe kocht hij enkele aangrenzende panden in de 's Meiersstraat waaronder het stadshotel van de graaf-bisschop van Kamerijk Hendrik van Bergen. In een deel van oude Het Varken en in panden van de huidige Standonckstraat richtte Standonck het Standonckcollege op. Aanvankelijk waren het Standonckcollege en Het Varken gescheiden. In het Standonckcollege heerste er een kloostersfeer alhoewel het geen klooster betrof. De studenten droegen een habijt en baden getijdengebeden. De bijnaam van de studenten was 'de Kappekes' omwille hun verplicht hoofddeksel. Tot de studenten en/of docenten van dit nieuwe college behoorden Adriaan Floriszoon Boeyens en Frans Titelmans maar ook Nicolaus Vernulaeus. Het Standonckcollege met annex Het Varken gaf uit op de 's Meiersstraat ter hoogte van het tegenwoordige Hogeschoolplein, recht tegenover het huidige Pauscollege, de toenmalige woning van Paus Adrianus VI. De directeur van het Standonckcollege liet zich aanspreken als Pater of Vader.

## Verval en afbraak
Bij wet van 15 september 1793 werd tot afschaffing van alle colleges en universiteiten van de Franse Republiek beslist, hoewel de universiteiten in Frankrijk nog actief bleven tot aan de nieuwe wet van 7 ventôse jaar III (25 februari 1795) die in hun plaats de "Écoles Centrales" stichtte. Na het Traktaat van Campo Formio van 1797 waren de Oostenrijkse Nederlanden door de Keizer aan Frankrijk afgestaan en de Leuvense Universiteit wordt, zoals de andere Franse Universiteiten, door de wet in 1797 gesloten.
De Pedagogie Het Varken en het Standonckcollege waren toen reeds in slechte staat, onder meer door hun slechte financiële toestand. Dit verslechterde nog wanneer er armen van de stad gehuisvest werden. Burgemeester de Beriot sprak schande van deze verkrotting in 1804. Het lot van beide gebouwen was duidelijk, ze moesten weg. Het Varken werd op 17 oktober 1807 verkocht aan 4 Leuvenaars. Zij braken Het Varken af en moesten dit in kader van de stadsvernieuwing afstaan aan het nieuw aangelegde Hogeschoolplein. Het Standonckcollege werd diezelfde dag in 1807 verkocht aan een Brusselaar en een Leuvenaar, die het deel afbraken op het Hogeschoolplein en het andere deel in de huidige Standonckstraat inrichtten als private huizen. Zo kwam het huidige Hogeschoolplein tot stand en verdween de 's Meiersstraat langsheen het Pauscollege. In de Leuvense traditie wordt bij de gebouwen rond het Hogeschoolplein nog verwezen naar "op het Varken". Het vroegere Portseelstraatje werd de Standonckstraat.